# Myxobolidae
Myxobolidae là một họ động vật thân nhớt ký sinh trên cá nước ngọt, trong đó có nhiều loài có giá trị kinh tế cao.

## Chi
- Dicauda Hoffman & Walker, 1978[3]
- Hennegoides Lom, Tonguthai & Dyková, 1991[4]
- Henneguya Thélohan, 1892[2]
- Laterocaudata Chen & Hsieh, 1984[5]
- Myxobolus Bütschli, 1882[6]
- Thelohanellus Kudo, 1933[7]
- Trigonosporus Hoshina, 1952[8]
- Unicauda Davis, 1944[9]